# Ó Vila de Olhão
"Ó Vila de Olhão" é um single de José Afonso, extraído do álbum Cantares de José Afonso, e lançado em 1964. Apresenta uma pintura de Maluda na capa